# كليف هايت
كليف هايت هو سياسي أمريكي، ولد في 4 سبتمبر 1954 في فندلي في الولايات المتحدة. نشط حزبياً في الحزب الجمهوري. وقد انتخب عضو مجلس ولاية أوهايو ‏ وانتخب عضو مجلس نواب أوهايو ‏.